# Nikolay Bukhalov
Nikolay Bukhalov, né le 20 mars 1967 à Karlovo, est un céiste bulgare pratiquant la course en ligne.

## Palmarès

### Jeux olympiques
- Médaille de bronze aux Jeux olympiques de 1988 à Séoul en C-1 1000m.
- Médaille d'or aux Jeux olympiques de 1992 à Barcelone en C-1 1 000 m.
- Médaille d'or aux Jeux olympiques d'été de 1992 à Barcelone en C-1 500 m[1].